# Benjamín Labatut
Benjamín Labatut (Róterdam, 1980) es un escritor y periodista chileno. En 2021 su libro Un verdor terrible fue finalista del Booker Prize y en 2024 fue destacado por The New York Times como uno de los «100 Mejores Libros del siglo XXI».

## Biografía

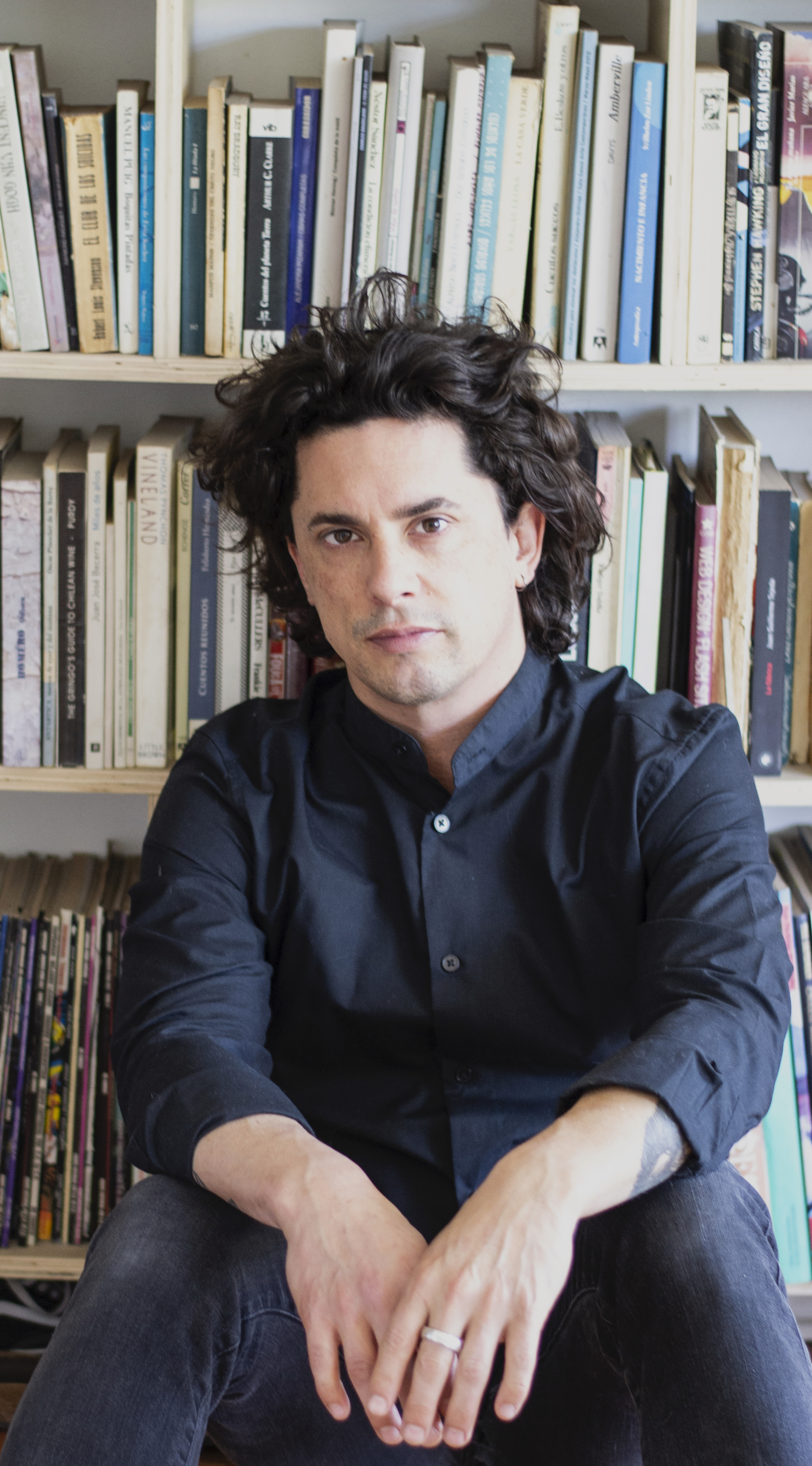

Nació en Róterdam, Países Bajos, en 1980 y vivió en distintas ciudades del mundo (La Haya, Buenos Aires, Lima); a los 14 años se instaló en Santiago de Chile. Estudió en el Colegio The Newland School y luego periodismo en la Pontificia Universidad Católica de Chile.

## Carrera literaria
Uno de sus principales referentes literarios fue el poeta chileno Samir Nazal, a quien conoció en 2005 y que actuó como mentor durante sus inicios en la escritura. Fue su guía durante la elaboración del primer libro que publicó, La Antártica empieza aquí, una colección de siete cuentos. Otras influencias que ha reconocido incluyen a Pascal Quignard, Eliot Weinberger, William Burroughs, Roberto Bolaño y W. G. Sebald.
En 2016 la editorial Hueders lanzó Después de la luz, libro que en palabras de Javiera Guajardo "es un recorrido por incidentes en la vida de una diversidad de personajes históricos: monjes budistas, científicos como Albert Einstein, sicoanalistas como Sigmund Freud, matemáticos como Srinivasa Ramanujan o escritores como Jorge Luis Borges, pero que tienen en común el hecho de que sus ideas rompieron moldes y redefinieron condiciones básicas en su época". Labatut señala que Después de la luz "está buscando cosas que no tienen explicación, no pretende dar soluciones, la intención es que la cabeza entre en un espacio de lo que no entiende, porque sólo ahí uno va hacia adelante".
En 2020 publicó Un verdor terrible con la editorial Anagrama. Ricardo Baixera, crítico literario de El Periódico, sostiene que es una "ficción extrañísima que desde el minuto uno cuestiona los parámetros de la realidad. Y de lo que entendemos por literatura". Labatut se estaría adentrando aquí en la novela metafísica, un género en el que han destacado autores como Leonardo Sciascia, Boris Vian, Jordi Bonells, Javier Argüello o Jérôme Ferrari. Para Camilo Marks no se trata de una novela, pero opina que "llamar relatos a las piezas del libro es ir demasiado lejos" porque "en realidad y prácticamente sin excepción, se trata de ensayos y, como ya lo dijimos, ensayos acerca de temas incomprensibles para el grueso de los mortales, en especial la profundización en torno a las matemáticas puras. El conocimiento, el dominio, la maestría que Labatut exhibe en Un verdor terrible son pasmosos, admirables, asombrosos".
Esa novela lo instaló en la arena internacional: ha sido traducido a 22 idiomas por editoriales de Alemania, China, Estados Unidos, Francia, Holanda, Inglaterra e Italia y la edición en inglés del libro fue nominada al Premio International Booker en 2021. Y en julio de 2021, Barack Obama incluyó este libro en su última lista de lectura para el verano boreal que compartió en su cuenta de Twitter. Ese mismo año, el libro fue nominado en Estados Unidos al Premio Nacional del Libro en la categoría de traducción literaria.
En 2023, Labatut publicó MANIAC, una novela basada en la figura del matemático y físico húngaro John von Neumann. La obra combina elementos biográficos, científicos y de ficción para explorar el impacto de la inteligencia artificial, la teoría de juegos y el desarrollo de las primeras computadoras, haciendo especial énfasis en la historia del computador MANIAC I. Labatut recurre a múltiples voces y perspectivas para construir un relato coral en torno a los avances científicos del siglo XX, incluyendo a figuras como J. Robert Oppenheimer, director del Proyecto Manhattan, cuya relación con von Neumann y su papel en la era nuclear sirven como contrapunto moral en la narración. Con un estilo narrativo similar al de su obra anterior, Un verdor terrible, The MANIAC fue recibida por la crítica internacional, destacando su capacidad para dramatizar los dilemas éticos y existenciales de la ciencia contemporánea.

## Obras
- La Antártica empieza aquí, cuentos, Alfaguara México, 2010; en Chile fue publicado por Alfaguara en 2012. Contiene 7 relatos:
  - «La Antártica empieza aquí»; «La cura de Ana»; «No me digas que no te acuerdas»; «Club de campo»; «Deseo»; «Países Bajos»; y «Alfredo en cama»
- Después de la luz, Hueders, Santiago de Chile, 2016
- Un verdor terrible, Anagrama, Barcelona, 2020
- La piedra de la locura, Anagrama, Barcelona, 2021
- MANIAC, Pushkin Press , 2023

## Premios y reconocimientos
- Premio Caza de Letras, concedido por la Universidad Nacional Autónoma de México y Alfaguara
- Premio Municipal de Literatura de Santiago 2013 por La Antártica empieza aquí
- Finalista del Premio International Booker 2021 con Un verdor terrible
- Finalista del Premio Nacional del Libro 2021 con Un verdor terrible
- Premio Municipal de Literatura de Santiago 2020-2021 por Un verdor terrible